# Amani Mahmoud
Amani Mahmoud (* 29. September 2005) ist eine deutsche  Fußballspielerin.

## Karriere

### Vereine
Mahmoud spielte von 2020 bis 2022 für die Jugendmannschaft von Werder Bremen in der B-Juniorinnen-Bundesliga und wurde in dieser Spielklasse in insgesamt neun Punktspielen eingesetzt, wobei ihr drei Tore gelangen.
Zur Saison 2023/24 rückte sie in die zweite Mannschaft auf und kam 24. September 2023 (5. Spieltag) bei der 0:1-Niederlage im Heimspiel gegen den FC Jesteburg-Bendestorf in der drittklassigen Regionalliga Nord das erste Mal mit Einwechslung für Jule Hofmann in der 62. Minute im Seniorinnenbereich zum Einsatz. Ihr erstes Tor erzielte sie in ihrem vierten Punktspiel am 22. Oktober 2023 (8. Spieltag) beim 1:1-Unentschieden im Auswärtsspiel gegen den Mehrspartensportverein TuS Büppel mit dem Treffer zum Endstand in der 72. Minute; acht Minuten nach ihrer Einwechslung für Sona Dabelstein. Fünf weitere Tore gelangen ihr in den folgenden 13 Punktspielen ihrer Premierensaison. In der Folgesaison gelangen ihr (bislang) sieben Tore in zwölf Punktspielen.
Für die in der Bundesliga spielende erste Mannschaft wurde sie das erste Mal am 8. Dezember 2024 (11. Spieltag) bei der 0:3-Niederlage im Heimspiel gegen den SC Freiburg berücksichtigt; sie wurde in der 82. Minute für Larissa Mühlhaus eingewechselt.
Zur Saison 2025/26 schloss sie sich dem 1. FFC Turbine Potsdam an.

### Auswahlmannschaft
Mahmoud kam als Spielerin der U14-Auswahlmannschaft des Bremer Fußball-Verbandes vom 10. bis 13. Mai 2018 und vom 30. Mai bis zum 2. Juni 2019 in jeweils vier Spielen im Turnier um den DFB-Länderpokal an der Sportschule Wedau in Duisburg zum Einsatz.

## Erfolge
- DFB-Pokal-Finalistin: 2024/25 (mit Werder Bremen; ohne Einsatz)